# کلیسای ارتدکس تامپره
کلیسای ارتدکس تامپره (انگلیسی: Tampere Orthodox Church) یک کلیسای ارتدکس در شهر تامپره، فنلاند است.
این کلیسا که در سال ۱۸۹۹ تأسیس شده بر پایه معماری روم شرقی ساخته شده‌است.

## نگارخانه

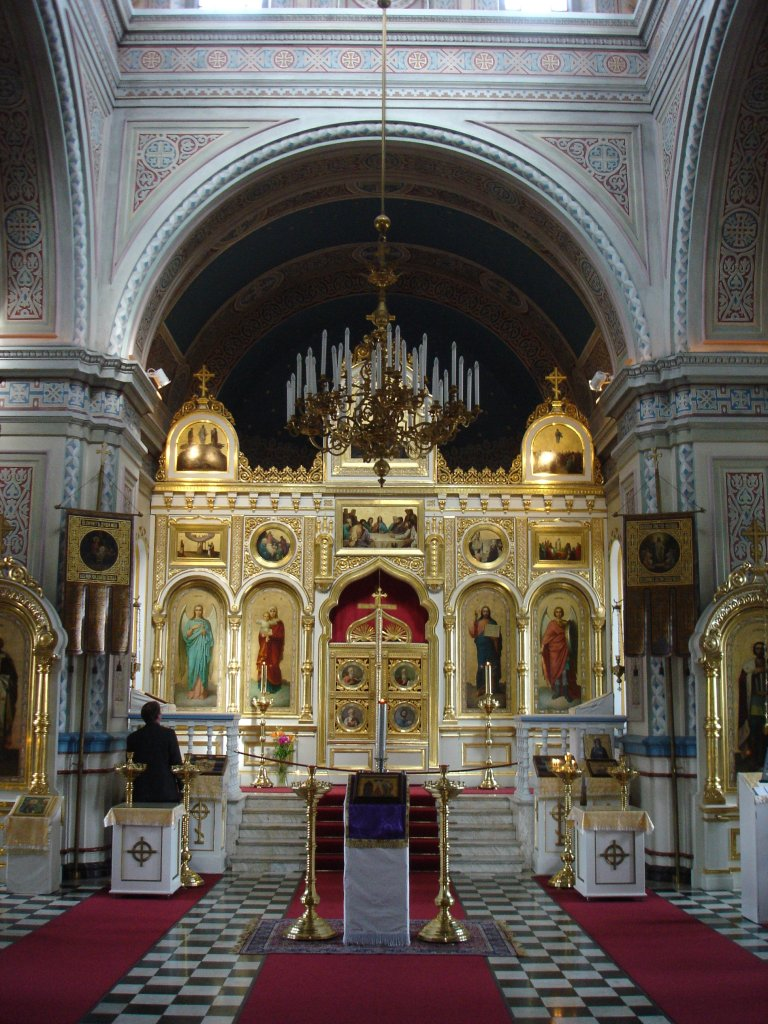
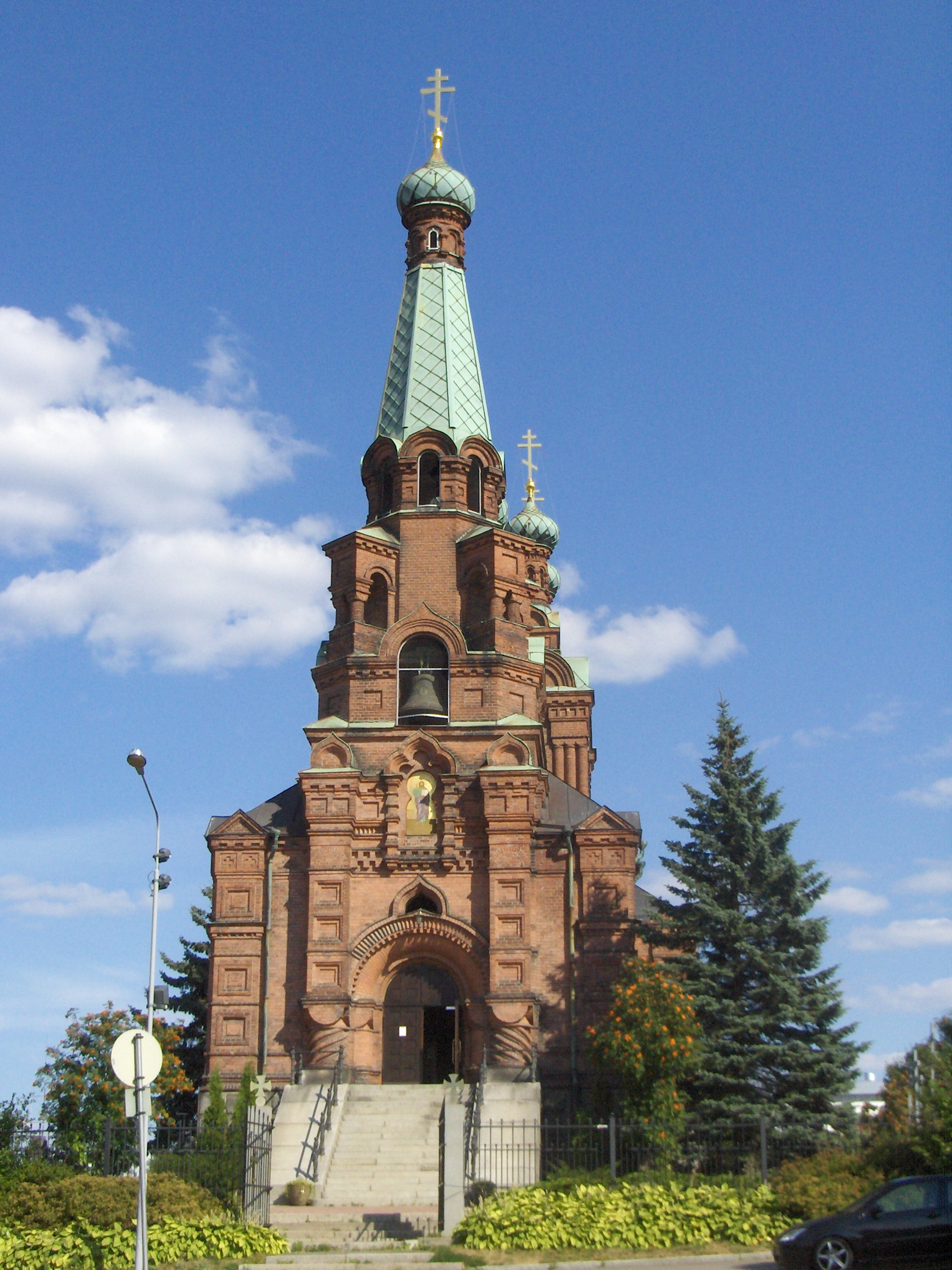